# Ли Минён
Ли Минён (кор. 이민영, англ. Lee Min-young; род. 21 июня 1991, Сеул) — южнокорейская певица и актриса, более известна под сценическим именем Мин. Является участницей женской группы Miss A.

## Ранние годы
Ли Минён родилась 21 июня 1991 года в Сеуле, Южная Корея. В раннем возрасте она приняла участие в «BoBoBo» (корейская версия Sesame Street), как часть дуэта «Eolleong Ddungddang». В возрасте 13 лет Мин и будущая участница Girls’ Generation Хёён сформировали танцевальный дуэт «Little Winners». Минён присоединилась к JYP Entertainment, когда была в шестом классе. После года упорных тренировок, она была отправлена в Штаты. Обучаясь в Repertory Company High Schoolin Manhattan, Мин усиленно готовилась к американскому дебюту. Позже Минён призналась, что во время шести летней тренировки, сбежала, так как была обескуражена бесконечной задержке её дебюта. Она также работала учителем по танцам и английскому языку в течение 18 месяцев.

## Карьера
Мин сотрудничала с Пак Джин Ён для выпуска своего собственного американского альбома, под названием «Lil Jon». Её соло синглы: «Dance Like This», «Go Ahead», «Boyfriend».

### Miss A
Группа Miss A, состоящая из четырёх участников дебютировала в июне 2010 и выпустила альбом, под названием «Bad Girl Good Girl».

### Сольная деятельность
После промоушена мини-альбома группы, Мин начала сотрудничество с San E над его дебютным альбомом, под названием «Tasty San». Мин присоединялась к нему в различных музыкальных шоу в течение сентября. В ноябре 2010 она была выбрана частью G20 Seoul Summit, наряду с 20 другими певцами из 2AM, 2PM, Girl’s Generation, BEAST, MBLAQ. Запись песни была выполнена за два дня и один день выделялся для записи хора со всеми участниками. 15 октября 2010 состоялся релиз песни «Let’s Go».
В октябре того же года Мин была приглашена в качестве участника пилотного эпизода программы «100 Points Out of 100», канала KBS. Это южнокорейский варьет, который был «исключен» из шоу за плохую работу над первым эпизодом. Однако, когда шоу снова вернулось на экраны, Мин «повторно поступила» и стала постоянной участницей, пока шоу не закончилось в мае 2011.
Она также снялась в фильме «Countdown» изображая героя, увлекающегося уличным панком.

## Дискография
| Год  | Артист                    | Название Песни       | Альбом                           |
| ---- | ------------------------- | -------------------- | -------------------------------- |
| 2009 | Мин                       | «Dance Like This»    | «Dance Like This»                |
| 2009 | Мин                       | «Go Ahead»           | «Go Ahead»                       |
| 2009 | Мин                       | «Boyfriend»          | «Boyfriend»                      |
| 2010 | San E ft. Мин             | «Tasty San»          | «Everybody Ready?»               |
| 2010 | Группа из 20              | «Let’s Go»           | «G20 Seoul Summit»               |
| 2010 | Jyp Nation                | «This Christmas»     | «JYP Nation Team Play Concert»   |
| 2012 | Мин                       | «Living Like A Fool» | «Bachelor’s Vegetable OST»       |
| 2012 | Baro ft. Мин              | «Just the Two of Us» | «IGNITION»                       |
| 2016 | Хёён, Мин, Чжу Квон и Jyp | «Born to be Wild»    | «SM Station»                     |
| 2016 | Jyp Nation                | «Encore»             | «JYP Nation Mix & Match Concert» |

## Фильмография
| Год  | Название  | Роль         | Продюсер   |
| ---- | --------- | ------------ | ---------- |
| 2011 | Countdown | Джан Хе Джин | О Джон Ван |